# Psicoterapia institucional
A psicoterapia institucional é uma abordagem psiquiátrica de terapia em grupo que enfatiza o centralismo democrático e a autonomia dos indivíduos nas relações entre cuidadores e pacientes, além de reinserir elementos da psicanálise como centrais à psiquiatria. Suas bases começaram a se desenvolver a partir da década de 1950, ao longo da Segunda Guerra Mundial, no contexto da reforma psiquiátrica francesa. Fundamentada em bases multidisciplinares, a psicoterapia institucional foi desenvolvida em torno de ideias teóricas advindas do marxismo, da psicanálise freudiana e do lacanianismo.
A abordagem da psicoterapia institucional recebeu contribuições de vários intelectuais, a exemplo de François Tosquelles, Jean Oury, Frantz Fanon, Félix Guattari e Georges Canguilhem. A psicoterapia institucional propõe uma transformação radical do modelo operante em instituições de saúde mental, de modo que os pacientes possam participar ativamente do processo terapêutico.
Apesar de tecer algumas críticas semelhantes às encontradas na antipsiquiatria, a psicoterapia institucional é uma abordagem distinta. Seus fundadores argumentam que a antipsiquiatria falhou em explicar como as psicopatologias operam na realidade, além de ter se equivocado ao considerar a psicose como sendo apenas um constructo social. De acordo com Oury, a psicoterapia institucional é incompatível com a antipsiquiatria, pois na clínica de La borde certas práticas psiquiátricas, a exemplo do uso de neurolépticos e outros fármacos, permaneceram sendo aplicadas.

## História
O termo psicoterapia institucional foi citado em 1952, em artigo intitulado La psychothérapie institutionnelle française contemporaine de autoria dos psiquiatras franceses Georges Daumezon e Philippe Koechlin,, publicado na revista Anais Portugueses de Psiquiatria em 1952. Não é possível dar uma origem precisa à abordagem, pois esta foi desenvolvida simultaneamente em diferentes locais. Para Jean Oury, por exemplo, a origem do termo remete a Philippe Pinel.
Em algumas fontes, o hospital de Saint-Alban-sur-Limagnole, situado em Lozère, é citado como o local onde foi desenvolvida a primeira abordagem da psicoterapia institucional, e seu fundador como sendo o psiquiatra marxista François Tosquelles.

## Influências
De acordo com Tosquelles, a psicoterapia institucional foi fundada em torno de dois principais teóricos: Karl Marx e Sigmund Freud, cujas obras analisam dois tipos de alienações, a psicopatológica em Freud e a social em Marx. Desde seu início, a amplitude de referências é uma das características desta abordagem psicoterapêutica, de modo que estão presentes tanto ideias extraídas da psicanálise e psiquiatria, como do marxismo e da pedagogia desenvolvida por Célestin Freinet.
Posteriormente, outros vieses inspirados na terapia em grupo americana foram introduzidas à clínica de Saint-Alban pelo psicológo M. Monod, que trabalhava nesta, inspirado na teoria de campo do psicólogo alemão Kurt Lewin, e no psicodrama de Jacob Levy Moreno. Lucien Bonnafé, diretor da Saint-Alban, aplicoi o que foi idealizado por Monod na prática da clínica de Saint-Alban, recebendo o poeta Paul Éluard e transformando-a numa espécie de plataforma editorial clandestina. Saint-Alban que também recebeu ativistas da resistência francesa, como o jornalista Georges Sadoul e o médico Gaston Baissette.

## Definição do institucional
No trabalho de teorização da psicoterapia institucional, uma das dificuldades encontradas foi a definição do termo instituição. Aparentemente, em seu uso inicial, foi predominante a abordagem anglo-saxônica de que instituição estava ligada ao estabelecimento em si. Nesta perspectiva, o próprio estabelecimento passa a ser objeto que requer transformação e um devido cuidado, bem como a equipe médica e os pacientes.